# The Old Actor
The Old Actor é um filme mudo norte-americano de 1912, do gênero drama, dirigido por D. W. Griffith e roteirizado por George Hennessey. A produção foi filmada no sul da Califórnia em fevereiro de 1912.